# Loch Stack
Loch Stack är en sjö i Storbritannien.   Den ligger i kommunen Highland och riksdelen Skottland, i den norra delen av landet, 800 km norr om huvudstaden London. Loch Stack ligger 36 meter över havet. Arean är 1,8 kvadratkilometer. I omgivningarna runt Loch Stack växer i huvudsak blandskog. Den sträcker sig 2,6 kilometer i nord-sydlig riktning, och 2,4 kilometer i öst-västlig riktning.